# NGC 5754
NGC 5754 ist eine Balkenspiralgalaxie vom Hubble-Typ SB(rs)b im Sternbild Bärenhüter am Nordsternhimmel. Sie ist rund 208 Millionen Lichtjahre von der Milchstraße entfernt und hat einen Durchmesser von etwa 75.000 Lichtjahren.
Durch die interaktive Beziehung mit ihrer kleineren Begleiterin NGC 5752 wurden ihre Spiralarme auseinandergezogen. Gemeinsam mit NGC 5753 und NGC 5755 bildet sie das optische Quartett Arp 297. Halton Arp gliederte seinen Katalog ungewöhnlicher Galaxien nach rein morphologischen Kriterien in Gruppen. Dieses Galaxienpaar gehört zu der Klasse Galaxien mit langen Filamenten.
Die Galaxie NGC 5754 wurde am 16. Mai 1787 von dem deutsch-britischen Astronomen Friedrich Wilhelm Herschel entdeckt.